# Феликс и Киприан
Фе́ликс и Киприа́н (лат. Felix et Cyprianus; V век) — епископы, священномученики Африканские. День памяти — 12 сентября.
Святые епископы Феликс и Киприан стояли во главе 4 966 христиан, включая малых детей, пострадавших в пустыне Сахара во времена Хунериха, короля вандалов (около 482 года). Акты страданий были составлены Виктором Витенским, их современником.